# Cantonul Montpellier-4
Cantonul Montpellier-4 este un canton din arondismentul Montpellier, departamentul Hérault, regiunea Languedoc-Roussillon, Franța.

## Comune
- Montpellier (parțial)

Următoarele cartiere din Montpellier fac parte din acest canton:
- Boulevard de Strasbourg
- Gare
- Les Aubes
- Cité Saint-Roch
- Consuls de Mer
- Rives du Lez
- La Pompignane
- Richter
- Millénaire
- Jardins de la Lironde
- Grammont
- Odysseum
- Montaubérou
- La Méjanelle